# NGC 7470
NGC 7470 é uma galáxia espiral (Sbc) localizada na direcção da constelação de Grus. Possui uma declinação de -50° 06' 42" e uma ascensão recta de 23 horas, 05 minutos e 13,9 segundos.
A galáxia NGC 7470 foi descoberta em 30 de Setembro de 1834 por John Herschel.